# Autoroute A14 (France)
Pour les articles homonymes, voir A14.
En France, l’autoroute A14 est une autoroute à péage d'environ 21 kilomètres de long située dans l'ouest de l'Île-de-France. Elle relie le quartier d'affaires de La Défense, au niveau de Nanterre (Hauts-de-Seine), à Orgeval (Yvelines) où elle rejoint l'A13. C'est la première autoroute urbaine à péage en France. Son exploitation est assurée par la SANEF Paris Normandie (groupe Sanef).

## Histoire
Déclarée d'utilité publique le 20 décembre 1989, elle est mise en service le 6 novembre 1996.
Le projet répond à un besoin de fluidifier le trafic en banlieue ouest de Paris, en raison du développement de La Défense et de la croissance démographique du nord-est des Yvelines, et de désengorger les premiers kilomètres de l'A13. Il se heurte à l'opposition de nombreux riverains de son parcours projeté et d'élus locaux, qui dénoncent les atteintes à l'environnement.
En mai 1990, le président de la République François Mitterrand, après s'être rendu à Saint-Germain-en-Laye pour comprendre cette opposition, recommande de ne pas construire d'échangeur qui desservirait le centre de cette ville. L'autoroute peut donc devenir souterraine entre Le Mesnil-le-Roi et Chambourcy, ce qui apaise les craintes quant à l'avenir de la forêt de Saint-Germain.

## Accès à l'autoroute
Cette autoroute comporte deux accès entre l'échangeur A 86/A14 de Nanterre, et Orgeval. En particulier, le diffuseur de Chambourcy raccordé à la RD 113 à l'ouest de Saint-Germain-en-Laye et le demi-diffuseur tourné vers Paris raccordé à la RD 30 au niveau de l’hôpital de Poissy. D'autres échangeurs ont été envisagés dans le secteur de la boucle de Montesson. Cependant, les collectivités locales ne sont pas unanimes sur l'intérêt de ces accès et aucun n'a été réellement projeté. La fonction de cette autoroute est donc de doubler l'A13 entre Paris et Orgeval pour les usagers se rendant au-delà d'Orgeval. Le délestage de la voirie locale, notamment de la nationale 13 qui irrigue le secteur de Saint-Germain, est, de ce fait, limité. Par ailleurs, le coût élevé du kilomètre incite de nombreux automobilistes à éviter l'A14.

## Projet

### À Neuilly-sur-Seine
La commune de Neuilly-sur-Seine n'a pas obtenu le pouvoir d'enfouir l’avenue Charles-de-Gaulle, utilisée par les automobilistes pour rejoindre depuis Paris plusieurs autoroutes dont l'A14. En compensation, elle prévoit de réaménager cette avenue en réduisant la largeur des 2 × 4 voies de 3,20 m à 2,80 m.

### À Montesson
La création d'un échangeur à Montesson a été envisagée, faisant l'objet d'études par la commune, avant d'être abandonnée.

### À Saint-Germain-en-Laye
L'échangeur de Chambourcy a été inauguré le 6 avril 2009 par Dominique Bussereau, secrétaire d'État aux transports. Il dessert Saint-Germain-en-Laye par son entrée ouest.
Les travaux de mise à 2 fois 2 voies de la RD 113 (ex-RN 13) ainsi que la création de ronds-points aux carrefours entre Saint-Germain-en-Laye et Orgeval ont été terminés fin 2013.

## Ouvrages d'art
L'A14 compte de nombreux ouvrages d'art dont deux viaducs sur la Seine et un tunnel de 1 855 mètres pour le passage sous la grande terrasse de Saint-Germain-en-Laye. L'architecture des ouvrages est l'œuvre des architectes Charles Lavigne et Alain Montois. Le coût de construction s'est élevé à 690 millions d'euros du fait précisément des contraintes environnementales, en particulier dans le secteur de Saint-Germain-en-Laye, et des exigences des riverains qui ont nécessité le creusement du tunnel et la couverture de plusieurs tronçons.
L'autoroute passe également par un tunnel sous Nanterre et La Défense, long de 5 km environ.

### Liste des ouvrages d'art
- Tunnel de Nanterre-La Défense
- Viaduc de Carrières-sur-Seine
- Viaduc de Montesson
- Tunnel de Saint-Germain

## Péage
Au 1er février 2024, le tarif des péages pour les véhicules légers est de 10,60 € (réduit à 6,40 € de 10 h à 16 h et de 21 h à 6 h du lundi au vendredi hors jours fériés). Ce montant est élevé au regard de la distance parcourue, mais il existe des formules d'abonnement.
Le 1er février 2017, cette autoroute était la plus chère de France en euros par kilomètre parcouru (8,30 € en heures pleines pour 15 km). Le Duplex A86 pratique aussi des tarifs élevés et dépasse aux heures de pointe le taux tarifaire de l'autoroute A14 (1 €/km).
Lors de l'ouverture de l'autoroute, la gratuité du passage était offerte aux véhicules pratiquant le covoiturage (trois personnes au moins incluant le porteur de la carte) pour un aller et retour par jour ouvrable.
Le 19 juin 2024, le péage de Montesson passe en « flux libre », avec suppression des barrières et obligation pour l'usager d'être abonné au télépéage (ce qui est le cas à l'époque de la moitié d'entre eux) ou de régler sur internet après son passage dans les 72h.

## Parcours
Section non-concédée gérée par la DIRIF et gratuite.
- 1 Suresnes (RD 7) à 0 km : Suresnes, Asnières-sur-Seine, Boulogne-Billancourt
- La Défense (Boulevard circulaire de la Défense) à 0 km : Courbevoie, La Défense, Puteaux, Nanterre (de et vers Paris)
  -    Début d'autoroute A14
  -  Tunnel de Nanterre-La Défense (4 000 m)
- 2 La Garenne-Colombes (RD 992) à 0,4 km : Courbevoie, La Garenne-Colombes, La Défense (de et vers Paris)
- 3 Rueil-Malmaison (RD 913) à 0,6 km : Puteaux, Nanterre, Rueil-Malmaison (de et vers Paris, sortie par la gauche)
  -  2 × 2 voies
- 4 Nanterre - La Défense à 4 km : Nanterre, La Défense, Puteaux (de et vers l'A13)
- Échangeur entre A86 et A14 : Lille (A1), Cergy-Pontoise (A15), Versailles, Saint-Denis, Colombes, Saint-Germain-en-Laye par RD, Nanterre - Autres Quartiers
  -   Sortie du tunnel
  -  Viaduc de Carrières-sur-Seine (550 m) sur  la Seine.
  -  2 × 3 voies

Passage du département des Hauts-de-Seine au département des Yvelines
Section concédée à SANEF Paris Normandie, payante et en flux libre.
- Péage de Montesson à flux libre
  -   2 × 2 voies
- (en projet, jamais étudié)  5 Montesson : Montesson, Le Vésinet, Sartrouville
  -  Viaduc de Montesson (500 m) sur  la Seine.
  -  Tunnel de Saint-Germain (4 560 m)
- 6/6a Chambourcy (RD 113) à 17 km : Saint-Germain-en-Laye, Chambourcy
- 6b Poissy (RD 30) à 18 km : Poissy - La Maladrerie (de et vers Paris)

(en projet)  Échangeur entre A104 et A14 : Cergy-Pontoise (A15), Amiens (A16), Conflans-Sainte-Honorine, Carrières-sous-Poissy
- 7 Orgeval à 19 km : Poissy - centre, Orgeval, Villennes-sur-Seine (de et vers Paris)
- Échangeur entre A13 et A14 à 21 km : Rouen, Mantes-la-Jolie, Caen, Les Mureaux-Meulan (demi-échangeur, de et vers Mantes-la-Jolie)

L'A14 continue sur l'A13 en direction de Rouen.

## Trafic
Le trafic enregistré était de 16 600 véhicules par jour en 1997 et de 23 700 en 2000, soit un chiffre nettement inférieur aux prévisions : 20 000 à 24 000 en 1997 puis 35 300 à 39 000 en 2000.
Plus récemment, l'exploitant n'a plus communiqué d'autres chiffres que ceux additionnant le trafic sur l'A13 et l'A14. La SAPN faisait état d'un trafic en 2005 de 3 500 véhicules par heure dans le sens Orgeval-Paris aux heures de pointe du matin, et de 2 200 véhicules véhicules par heure dans l'autre sens aux heures de pointe du soir, sans plus de précisions.